# Шорохов Дмитро Іванович
Дмитро́ Іва́нович Шо́рохов (3 листопада 1877, село Пашуничі Медведковської волості Котельницького повіту В'ятської губернії, тепер Котельницького району Кіровської області, Російська Федерація — 18 серпня 1933, місто Москва, тепер Російська Федерація) — радянський діяч судових органів та органів державної безпеки, голова Іваново-Вознесенської губернської ЧК та начальник Іваново-Вознесенського губернського відділу ДПУ. Член Контрольної комісії РКП(б) у 1920—1921 роках. Член ВЦВК.

## Життєпис
Народився в бідній селянській родині. З десятирічного віку, після смерті батьків, наймитував у заможних селян. З 1891 року працював крючником у Нижньому Новгороді. З 1893 року — робітник текстильної фабрики Гареліна в Івано-Вознесенську.
Член РСДРП(б) з 1905 року. 
Брав активну участь у політичному страйку текстильників влітку 1905 року, обирався до Іваново-Вознесенської міської ради. За революційну діяльність зазнав переслідувань, був звільнений з фабрики Гареліна. Декілька років був на підробітках, лише в 1911 році влаштувався робітником на Іваново-Вознесенській ткацькій мануфактурі.
З серпня 1913 року — член Іваново-Вознесенського міського комітету РСДРП(б). 22 жовтня 1913 року заарештований, чотири місяці відбув у в'язниці. Висланий до Олонецької губернії. У 1916 році повернувся із заслання до Іваново-Вознесенська. Потім переїхав до Ярославля, а звідти — до Петрограда.
Учасник Лютневої революції 1917 року в Петрограді: брав участь у роззброєнні поліції та звільненні ув'язнених Петропавловської фортеці.
З березня 1917 року — член Іваново-Вознесенської міської ради. З травня 1917 року працював у слідчій комісії революційного трибуналу Іваново-Вознесенська, розслідував злочини поліції, жандармерії та чорносотенців. 
Учасник Жовтневого перевороту 1917 року, член Іваново-Вознесенського військово-революційного комітету та тимчасового революційного штабу. Потім був членом бюро Іваново-Вознесенського окружного комітету РСДРП(б).
З 1918 року — завідувач відділу юстиції виконавчого комітету Іваново-Вознесенської губернської ради, член виконавчого комітету Іваново-Вознесенської губернської ради. 
11 квітня 1921 — 6 лютого 1922 року — голова Іваново-Вознесенської губернської надзвичайної комісії (ЧК).
З 6 лютого по травень 1922 року — начальник Іваново-Вознесенського губернського відділу Державного політичного управління (ДПУ).
У 1923 році — інструктор ЦК РКП(б).
У 1923—1930 роках — член Верховного суду РРФСР.
У 1929 — 18 серпня 1933 року — заступник голови Комісії у справах приватної амністії при Президії ВЦВК.
Помер 18 серпня 1933 року в Москві.